# Saillat-sur-Vienne
Saillat-sur-Vienne ist eine französische Gemeinde in der Region Nouvelle-Aquitaine, im Département Haute-Vienne, im Arrondissement Rochechouart und im Kanton Saint-Junien. Die Nachbargemeinden sind Étagnac im Nordwesten, Saint-Junien im Norden, Chaillac-sur-Vienne im Osten, Rochechouart im Süden und Chassenon im Westen.

## Geographie
In der Gemeindegemarkung von Saillat-sur-Vienne gibt es den sogenannten Saillat-sur-Vienne-Tonalit, einen Teil der Limousin-Tonalitlinie.
Die Vienne bildet im Nordwesten die Grenze zum Département Charente. Der Nebenfluss Gorre mündet an der Grenze zur Nachbargemeinde Chassenon.

## Bevölkerungsentwicklung
| Jahr      | 1962 | 1968 | 1975 | 1982 | 1990 | 1999 | 2008 | 2013 |
| --------- | ---- | ---- | ---- | ---- | ---- | ---- | ---- | ---- |
| Einwohner | 1005 | 1232 | 1268 | 1112 | 962  | 905  | 799  | 849  |

## Wirtschaft und Infrastruktur
Auf dem Gemeindegebiet von Saillat unmittelbar an der Vienne befindet sich eine große Papierfabrik der International Paper SA. 

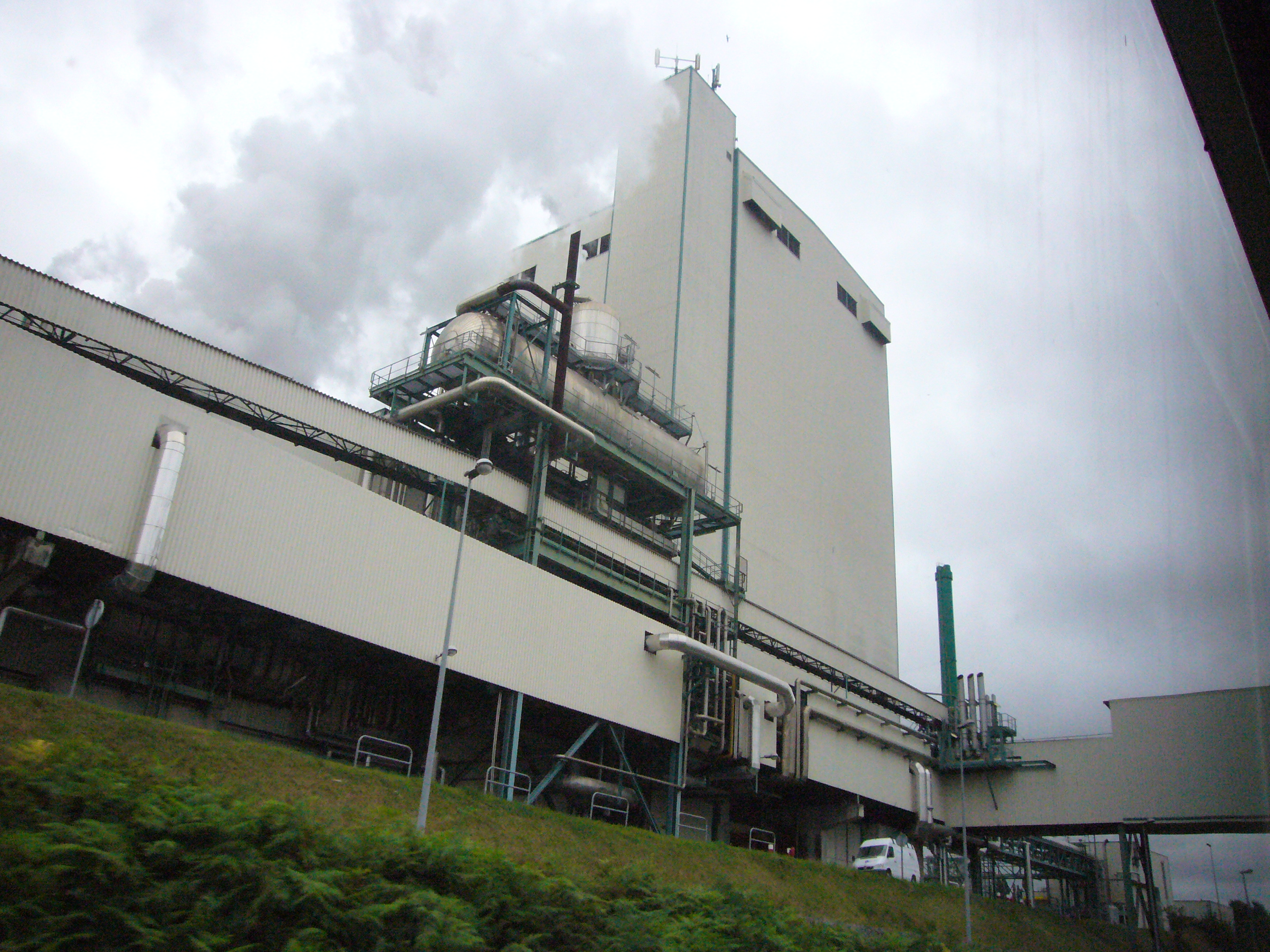
Papierfabrik im Industriepark
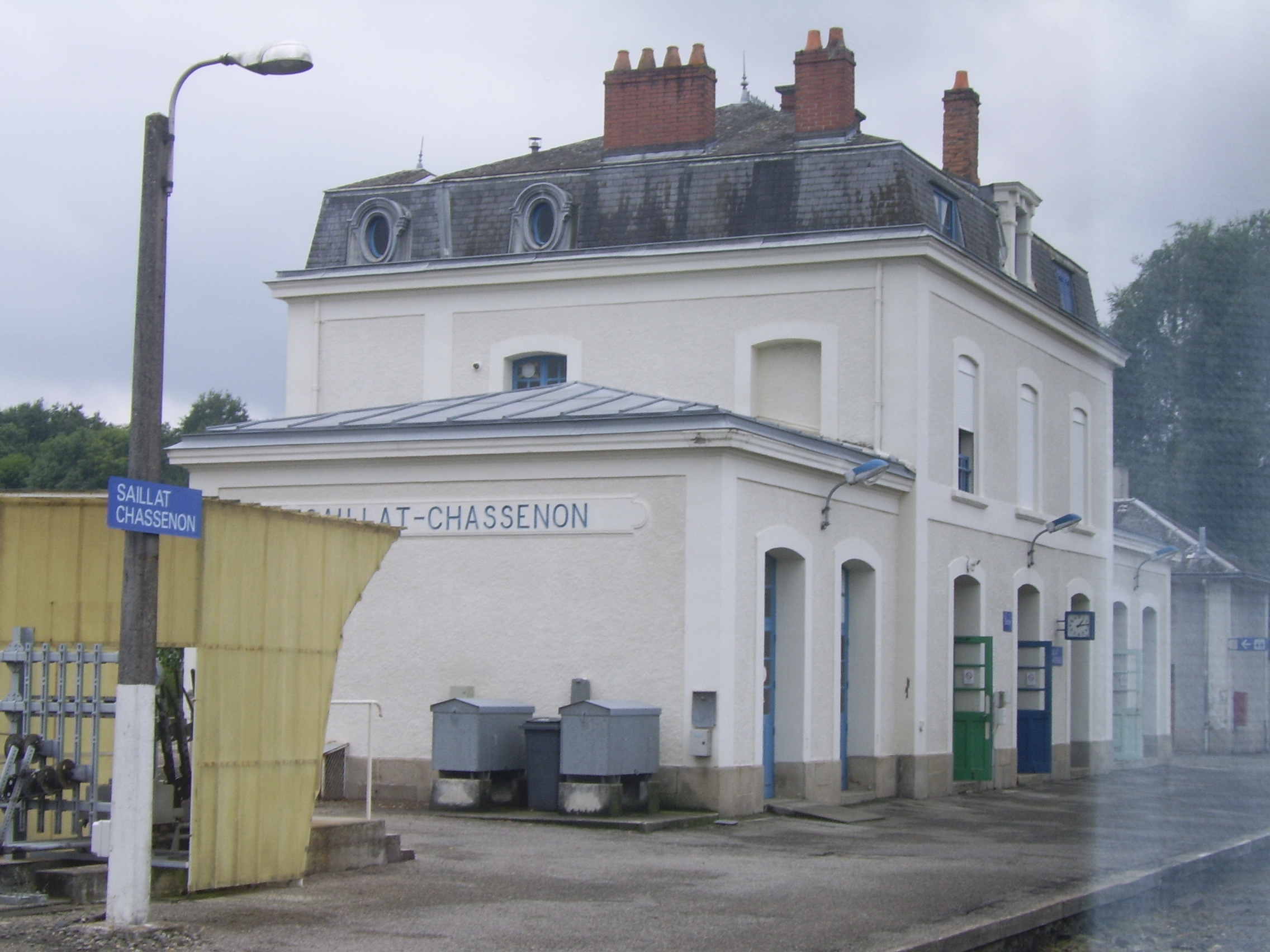
Gemeinsamer Bahnhof mit der Gemeinde Chassenon

### Verkehr
Nördlich der Gemeinde verläuft die Route nationale N141. Bahnanschluss besteht über den Bahnhof Saillat-Chassenon an der Bahnstrecke Limoges-Bénédictins–Angoulême, die im Regionalverkehr mit TER-Zügen bedient wird.

## Sehenswürdigkeiten
- Kirche Notre-Dame-des-Anges